# Enrico Franzoi
Enrico Franzoi (Mestre, Vèneto, 8 d'agost de 1982) va ser un ciclista italià, professional des del 2005 fins al 2014. Ha combinat la carretera amb el ciclocròs, on ha aconseguit guanyar el campionat d'Itàlia diversos cops.

## Palmarès en ruta

### Resultats a la Volta a Espanya
- 2006. 97è de la classificació general
- 2007. 110è de la classificació general
- 2008. 98è de la classificació general

## Palmarès en ciclocròs
- 2002-2003
  -  Campió del món en ciclocròs sub-23
- 2004-2005
  -  Campió d'Itàlia en ciclocròs
- 2005-2006
  -  Campió d'Itàlia en ciclocròs
- 2006-2007
  -  Campió d'Itàlia en ciclocròs
- 2008-2009
  -  Campió d'Itàlia en ciclocròs